# Camp Rock 2: Velký koncert
Camp Rock 2: velký koncert (v anglickém originále Camp Rock 2: The Final Jam) je hudební film (muzikál) z dílny Disney Channel, který měl ve Spojených státech amerických premiéru 3. září 2010 a v České republice byl tento film uveden jen o pár dnů později- 18. září 2010. Je to pokračování Disney filmu z roku 2008 Camp Rock. Film sklidil mnoho skvělých ohlasů. Byl rozhodně lepší než Camp Rock, ať už počtem písniček anebo dějem. Na tento film se dívalo velmi mnoho lidí, je to asi v řádech milionů. Do hlavní role byla opět nasazena už zkušená Demi Lovato ze Sonny ve velkém světě. A po jejím boku se neobjevil nikdo jiný než kapela Jonas Brothers- Joe Jonas, Kevin Jonas a Nick Jonas.

## Děj
Mitchie Torresová ( Demi Lovato ) se vrací opět po roce do Camp rocku. Teď je více zkušenější a také tam má svou známost, kterou celý rok neviděla- Shana Graye v podání Joea Jonase. Shane si s sebou na léto přivezl i své bratry- Jasona a Nata, které hrají Kevin Jonas a Nick Jonas. Jenže nic není tak skvělé, jak se na první pohled zdá. Na druhém břehu jezera totiž přes prázdniny vyrostl zbrusu nový tábor- Camp Star- a jeho vedoucí Axel Turner v podání Daniela Kashe hned ukradl Camp Rocku některé instruktory a táborníky včetně Tess Tylerové v podání Meghan Jette Martinové, na kterou udělal Camp Star dojem. Nabídl jim dvojnásobný plat, vytápěné stany,... Tak se prostě nechali zblbnout. Vedoucí Camp rocku Brown Cesario, kterého ztvárnil Daniel Fathers nemá jinou možnost než tábor zavřít. Mitchie však ostatní přesvědčí, že se nikdy nesmí vzdát a přemluví je, aby pomohli Brownovi tím, že budou instruktoři. Zpočátku jim to moc nejde a není se čemu divit, vždyť tuto práci ještě nikdy nedělali. Pak to začnou zvládat. Jednoho dne se Mitchie se svými přáteli rozhodnou vyzvat Camp Star na soutěž. Přijde s nimi přímo na campstarovské pódium, což hned vyvolá rozpory, Mitchie si toho nevšímá a vyzve je k soutěži. Pak se tam však objeví také Axel a ten jim navrhne, aby tu soutěž viděli všichni, jelikož ji chce vysílat v televizi. Tohle se Mitchie moc nezdá, ale pro nátlak ostatních to přijímá. Brownovi se to moc nelíbí, protože on zná Axla déle než kterýkoli táborník v Camp Rocku. Nic se s tím už nedá dělat, a tak se musí Camp Rock snažit. Den D nastal. První vystoupil Camp Star s písní "Tear It Down". A po nich Camp Rock s písní "What We Came Here For". Podle ohlasu diváků bylo jasné, kdo vyhraje. Jenže to by to nebylo tak zajímavé. Axel chtěl za každou cenu vyhrát, a tak zmanipuloval hlasování, takže i když chtěl někdo poslat SMS Camp Rocku poslal ji Camp Staru. Vše se ale obrátí k lepší pro Camp Rock. Po prohrané soutěži totiž zpívají u táboráku a tam k nim přijedou táborníci z Camp Staru snad kromě Axla a Lucka Wiliamse (Mathew "Mdot" Finley). Přijdou k nim, protože v Camp Staru oheň nerozdělávají. Tess Tylerová řekne Brownovi, jestli by nemohla jít zas do Camp Rocku a také plno dalších lidí z Camp Staru přešlo do Camp Rocku.

## Herci a postavy
- Demi Lovato jako Mitchie Torresová- druhoroční rockerka, přítelkyně Shana Graye
- Joe Jonas jako Shane Gray- přítel Mitchie, hlavní zpěvák skupiny Connect Three, bratr Jasona a Nata
- Kevin Jonas jako Jason Gray- bratr Shana a Nata, dostane na starost rockery juniory
- Nick Jonas jako Nate Gray- bratr Jasona a Shana, líbí se mu Dana, dcera Axela, ale neví jak jí to má říct
- Meaghan Jette Martin jako Tess Tylerová- zpočátku nejlepší kamarádka s Mitchie, Caitlyn, Ellou a Peggy, pak se ale také nechá zblbnout Axlem a odejde do Camp Staru. Cítí však, že tam nepatří. Nemá dobrý pocit z pobytu v Cap Staru a tak na konci léta zase přejde do Camp Rocku
- Alyson Stoner jako Caitlyn Gellarová- kamarádka hlavně s Mitchie, je jako její sestra, ráda tancuje
- Maria Canals Barrera jako Connie Torresová- matka Mitchie, kuchařka v Camp Rocku
- Daniel Fathers jako Brown Cesario- zakladatel Camp Rocku
- Anna Maria Perez de Tagle jako Ella Padorová- nejlepší kamarádka s Mitchie, Caitlyn,... má ráda oblečení
- Jasmine Richards jako Peggy Warburton/"Margeret Dupree"- nejlepší kamarádka s Mitchie, Caitlyn, Ellou,... ráda zpívá
- Roshon Fegan jako Sander Lawyer- nejlepší kamarád s Barronem, breakař
- Jordan Francis jako Barron James- nejlepší kamarád se Sanderem, breakař

## Noví herci a postavy
- Chloe Bridges jako Dana Turner- dcera Axla Turnera, je zamilovaná do Nata Graye
- Matthew "Mdot" Finley jako Luke Williams- Axlův mazánek z Camp Staru, je skvělý tanečník a zpěvák, ale nesnáší Tess, která s ním zpívá, protože na něj lidé nepohlíží tak moc jako dřív
- Daniel Kash jako  Axel Turner- zakladatel Camp Staru
- Frankie Jonas jako Trevor Kendall- rocker junior
- Robert Feggans jako Oliver Jeremy
- Arisa Cox jako Georgina Farlow- moderátorka "Camp Wars"- Války kempů, velká kamarádka Axla Turnera